# Roze Balletten
De Roze Balletten is een complottheorie over een reeks vermeende drugs- en seksfeesten die eind jaren 1970 in België zouden hebben plaatsgevonden en waaraan hooggeplaatste personen en minderjarigen zouden hebben deelgenomen. Deze feesten zouden bedoeld zijn geweest als een middel om machtige personen te compromitteren en af te persen. Ondanks allerhande verklaringen en vermeende bewijzen is de materialiteit van de verhalen nooit aangetoond.

## Oorsprong van de beschuldigingen
De Roze Balletten werden in de openbaarheid gebracht door de Brusselse psychiater André Pinon, die toen van zijn vrouw, Josiane Jeuniau, scheidde. Het ex-koppel voerde een bittere strijd om het hoederecht over hun kinderen. Pinon was er op 30 augustus 1979 in geslaagd een geheime geluidsopname te maken waarop Jeuniau beweerde dat ze geregeld vreemd was gegaan met mannen en vrouwen in de villa van haar nieuwe minnaar, dokter Bettens. Ze noemde op de tape ook enkele van haar partners bij naam, onder wie een lid van de Staatsveiligheid en een arts uit Waterloo. Pinon wilde de tape gebruiken als bewijsmateriaal tijdens het proces, maar beweerde vervolgens dat het origineel was gestolen, terwijl een tweede exemplaar in handen was van de privédetective die hij had ingeschakeld. De rechtbank wees het bewijs af en Pinons vrouw kreeg het hoederecht toegewezen. 
Op 18 juni 1981 nam Pinon samen met Jean-Claude Garot, een journalist van het weekblad Pour, opnieuw een geheime geluidsopname op, ditmaal van Christine Doret, een 31-jarige vrouw die blijkbaar meer wist over de seksfuiven bij dokter Bettens. Doret beweerde dat zij en Jeuniau aanwezig waren geweest op deze seksfeesten en andere orgieën in een golfclub in Graven en villa's aan de Belgische kust. Ze noemde verschillende grote namen die hieraan hadden deelgenomen. Ze beweerde ook dat de feestvierders kinderen uit weeshuizen hadden gehaald zodat die tijdens de feesten seksueel konden worden misbruikt. Twee ervan zouden later zelfmoord hebben gepleegd. Doret verklaarde ook dat Anne Dedeurwaerder, de vrouw van de dokter met wie Pinons ex een affaire had, op 4 september 1979 in verdachte omstandigheden dood was teruggevonden. Toen Doret echter ontdekte dat haar getuigenis in het geheim was opgenomen werd ze razend en beweerde alles te zullen ontkennen. Van wat ze had verteld werden trouwens, bij latere onderzoeken, geen bewijzen gevonden, allerminst over de zelfmoord van twee minderjarigen.
Pour bracht in 1981 het hele verhaal van deze Roze Balletten in de openbaarheid. Op 5 juli van datzelfde jaar werd een bomaanslag gepleegd op het redactielokaal van het blad in Elsene. De daders bleven lange tijd onbekend, maar later zou gewezen worden naar de extreemrechtse organisatie Front de la Jeunesse die met die aanslag wraak zou genomen hebben vanwege een reeks artikelen in Pour over hun militaire trainingskampen bij neonazi's in Duitsland.

## Mogelijke verbanden met andere dossiers
In de loop der jaren werden in België bepaalde dossiers die enige ingewikkeldheid vertoonden in verband gebracht met de Roze Balletten:
- de zelfmoord van (volgens sommigen de moord op) Paul Latinus, leider van de extreemrechtse groepering Westland New Post, op 24 april 1984.
- het Eurosystem Hospitalier-schandaal in 1979 over prostitutie gekoppeld aan miljardencontracten om twee militaire ziekenhuizen te bouwen in Saoedi-Arabië.
- de gewelddadige moorden gepleegd door de Bende van Nijvel in 1983-1985, waarbij allerlei verbanden werden gezocht, zonder dat deze ooit werden aangetoond.
- het twintig jaar later uitgebarsten schandaal rond de kindermoordenaar Marc Dutroux. In die tijd werden in sommige kranten onder de namen X1, X2, X3 en X4 getuigen opgevoerd die verklaarden slachtoffer te zijn geweest van seksfeesten. Een ervan, getuige X1, werd later geïdentificeerd als Regina Louf, van wie de onderzoekers na dagenlange, suggestieve ondervragingen in 1998 tot de conclusie kwamen dat haar verklaringen ongeloofwaardig en tegenstrijdig waren. Drie jaar later rapporteerde een interne Rijkswacht-commissie dat de X-onderzoekers hun werk wel degelijk integer en professioneel hadden gedaan. Onderzoeksrechter Van Espen, die werd belast met het herlezen van de verklaringen van Regina Louf, bleek banden te hebben met onder andere Michel Nihoul. Valsheid in geschrifte is nooit aangetoond. Desalniettemin bleef het onderzoek gesloten.

## Einde van het onderzoek
De klacht van Pinon, op het parket van Nijvel bekend onder het nummer 38.91.1005/79, werd einde 1981 door procureur des Konings Jean Deprêtre zonder gevolg geklasseerd.